# Pontban hatkor
A Pontban hatkor Tóth Lajos 1986-os animációs rövidfilmje.

## Tartalom
A főszereplő táviratot kap kedvesétől: „Pontban hatkor érkezem!” Várta már a kedvest, de a lakás egy romhalmaz, minden szanaszét, káosz uralkodik, ahogy agglegényéknél szokás.
Lázas készülődésbe, rendrakásba kezd, de este hatkor nagy meglepetésben van része…

## Bemutatva
1986 – MTV (Szeszélyes évszakok)
1988 – Kecskeméti Animációs Film Fesztivál